# كيم مون هوان
كيم مون هوان (مواليد 1 أغسطس 1995) هو لاعب كرة قدم كوري جنوبي يلعب في مركز خط الوسط أو الظهير الأيمن في نادي جونبك هيونداي موتورز, لعب سابقاً في نادي الدحيل القطري.

## وصلات خارجية
- كيم مون هوان على موقع دوري كوريا الجنوبية (الإنجليزية)
- كيم مون هوان على موقع الدوري الأمريكي (الإنجليزية)
- كيم مون هوان على موقع قاعدة بيانات كرة القدم.إي يو (الإنجليزية)
- كيم مون هوان على موقع ليكيب (الفرنسية)
- كيم مون هوان على موقع ناشيونال فوتبول تيمز (الإنجليزية)
- كيم مون هوان على موقع Soccerway.com (الإنجليزية)
- كيم مون هوان على موقع عالم كرة القدم.نت (الإنجليزية)